# Ancistrus temminckii
Ancistrus temminckii är en fiskart som först beskrevs av Valenciennes, 1840.  Ancistrus temminckii ingår i släktet Ancistrus och familjen Loricariidae. Inga underarter finns listade i Catalogue of Life.

## Bildgalleri

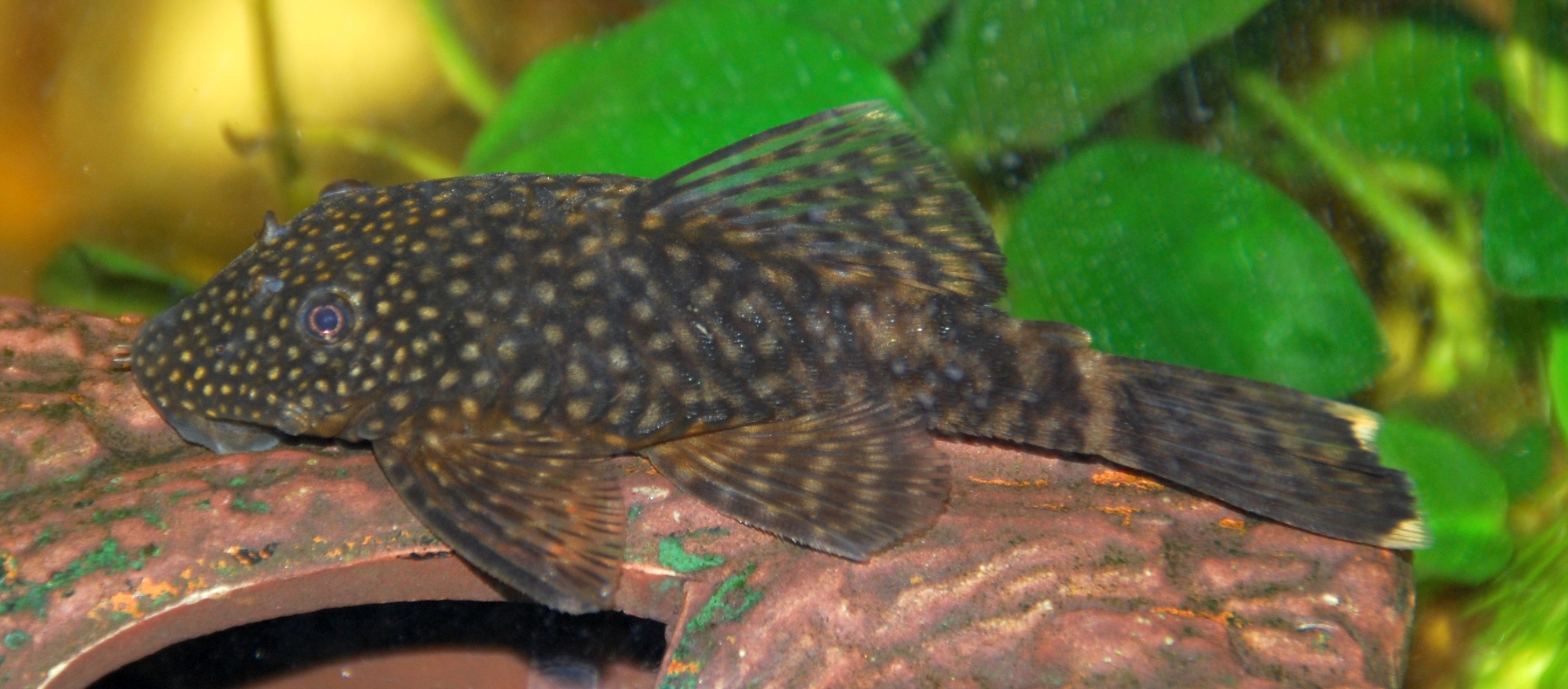